# From The Very Depths
From The Very Depths – czternasty album studyjny brytyjskiego zespołu metalowego Venom wydany 27 stycznia 2015 roku.

## Lista utworów
1. "Eruptus" – 1:02
2. "From the Very Depths" – 3:55
3. "The Death of Rock'n roll" – 3:09
4. "Smoke" – 5:01
5. "Temptation" – 3:53
6. "Long Haired Punks" – 4:02
7. "Stigmata Satanas" – 3:27
8. "Crucified" – 4:07
9. "Evil Law" – 5:04
10. "Grinding Teeth" – 4:12
11. "Ouverture" – 1:17
12. "Mephistopheles" – 4:07
13. "Wings of Valkyrie" – 4:01
14. "Rise" – 4:34

## Twórcy
- Conrad Lant – wokal, gitara basowa
- Rage – gitara
- Danté – perkusja